# Battaglia di Korytsa
La battaglia di Korytsa fu la conquista da parte delle forze armate elleniche della città di Korytsa (Coriza) avvenuta il 20 dicembre 1912, durante la prima guerra balcanica.

## Conquista
Le guerre balcaniche, un conflitto tra gli stati balcanici e l'Impero ottomano, iniziarono nell'ottobre 1912. Durante le prime fasi della guerra, con gli alleati balcanici vittoriosi, l'esercito ellenico liberò Salonicco e continuò ad avanzare verso ovest in Macedonia fino a Kastoria e poi a Korytsa.
Anche il fronte dell'Epiro era attivo e le forze ottomane sotto Djavid Pasha stabilirono 24 000 truppe ottomane a Korytsa per proteggere il nord di Ioannina, il centro urbano della regione dell'Epiro. Il 20 dicembre, tre giorni dopo l'inizio dei negoziati di pace, le forze greche respinsero gli ottomani da Korytsa.

Ciò diede alle forze greche un vantaggio significativo nel controllare Ioannina e l'intera area nel marzo 1913 nella battaglia di Bizani.

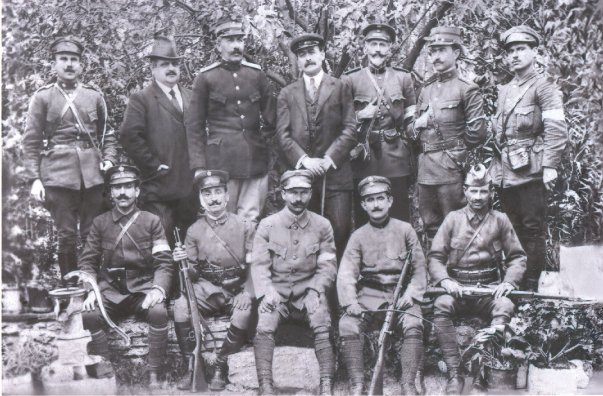
Ufficiali dell'esercito ellenico a Korytsa.